# 井田城 (武蔵国)
井田城（いだじょう）は、神奈川県川崎市高津区蟹ケ谷・中原区井田（井田山）付近にあったとされる日本の城（山城）。所在地は神奈川県立中原養護学校付近とされる。近傍の神庭緑地に蟹ヶ谷古墳群があり、これらの古墳を城の土塁に改変しているとする言説もあるが、学術調査では土塁への転用は確認されていない（後述）。

## 概要
矢上川右岸の高台にあり、東急東横線・東急目黒線元住吉駅から西に1.5キロメートルほど離れた神奈川県立中原養護学校がある付近が城跡と伝わる。城主は中田氏と伝えられ、一族の一人「中田加賀守」は後北条氏に仕え、小机衆として井田城のほか、矢上城（港北区日吉：慶應義塾大学日吉キャンパス内）や川島（保土ケ谷区）の地を領有したが、1590年（天正18年）の小田原城落城時に憤死したという。
『日本城郭大系』などでは、矢上川の崖線に沿うように土塁や櫓台が残るとされる。中原養護学校北側の「神庭緑地」として公園化されている台地の縁辺には、実際に土塁または櫓台状の高まりが存在するが、これらは古墳時代後期（6世紀～7世紀）の蟹ヶ谷古墳群という3基の古墳であり、中央の1基が前方後円墳であるため、細長く土塁状に見えているものである。
川崎市や専修大学・日本大学により2012年度（平成24年度）～2016年度（平成28年度）に実施された発掘調査では、古墳の周溝と見られる溝状遺構が確認され、埴輪片なども出土したものの、古墳を土塁に転用した痕跡など、城郭の存在を示すような成果は報告されていない。また中原養護学校の建設時にも発掘調査が行われているが、縄文時代～古墳時代にかけての集落遺構は発見されているものの（神庭遺跡）、城郭関連遺構が発見されたという報告はなく、城郭遺構の存在は考古学的方法では確認されていない。